# 로드-스토어 아키텍처
로드-스토어 아키텍처 또는 레지스터-레지스터 아키텍처(register-register architecture)는 컴퓨터 공학에서 명령어를 메모리 액세스(메모리와 레지스터 사이의 로드 및 저장)와 ALU 작업(레지스터 사이에서만 발생)의 두 가지 범주로 나누는 명령어 집합 아키텍처이다.:9-12
파워PC, SPARC, RISC-V, ARM 및 MIPS와 같은 일부 RISC 아키텍처는 로드-스토어 아키텍처이다.:9–12
예를 들어 로드-스토어 방식에서는 ADD 연산의 피연산자와 대상이 모두 레지스터에 있어야 한다. 이는 ADD 연산의 피연산자 중 하나가 메모리에 있고 다른 하나는 레지스터에 있는 레지스터-메모리 아키텍처(예: x86과 같은 CISC 명령어 집합 아키텍처)와 다르다.:9–12
로드-스토어 아키텍처의 초기 예는 CDC 6600이다.:54–56 거의 모든 벡터 프로세서(많은 GPU 포함)는 로드-스토어 접근 방식을 사용한다.